# Atentado de Estambul de 2007
El atentado de Estambul de 2007 fue un ataque suicida que tuvo lugar el 22 de mayo de 2007, en un centro comercial.
9 personas murieron, entre ellas una de origen pakistaní, y 121 fueron heridas. Una séptima persona falleció el 7 de junio y otra el 17, mientras que la novena murió en julio. Por lo tanto, los muertos se cuentan como nueve. 
El grupo secesionista Halcones de la libertad del Kurdistán reivindicó el ataque. Dicho grupo ya había realizado atentados terroristas anteriormente, como el atentado en un autobús en una ciudad costera, donde murieron 5 personas, entre ellas dos turistas irlandeses y uno inglés. 
- Datos: Q3400786